# فرودگاه مکنتا
فرودگاه مکنتا (به انگلیسی: Macenta Airport) یک فرودگاه با کد یاتا MCA است . این فرودگاه در کشور گینه قرار دارد .